# Министерство торговли, индустрии и конкуренции ЮАР
Министерство торговли, индустрии и конкуренции ЮАР несёт ответственность за коммерческую и промышленную политику. Министерство и её подчинённые агентства участвуют в содействии экономическому развитию, экономических прав и возможностей чернокожего населения, реализации коммерческого права (в том числе юридических компаний и права интеллектуальной собственности), в содействии и регулировании международной торговли и защите прав потребителей.
Глава ведомства — министр торговли, индустрии и конкуренции, которому помогают два заместителя министра.
Из госбюджета 2010 года министерство получило 6150,1 млрд рэндов, в нём работало 1140 сотрудников.

## Агентства
- Корпорация по страхованию экспортных кредитов
- Национальный Фонд расширения прав и возможностей
- Агентство развития малых предприятий

### Органы регулирования
- Комиссия по компаниям и интеллектуальной собственности
- Национальный Потребительский трибунал
- Агентство недвижимости и СМИ
- Национальный кредитный регулятор
- Национальный совет по азартным играм
- Национальный Совет лотерей

### Спец агентства
- Южноафриканская Национальная аккредитационная система
- Южноафриканское бюро стандартов
- Национальный институт метрологии Южной Африки